# Drosophila williamsi
Drosophila williamsi är en tvåvingeart som beskrevs av Elmo Hardy 1965. Drosophila williamsi ingår i släktet Drosophila och familjen daggflugor.
Artens utbredningsområde är Hawaii.